# Гагаринское сельское поселение (Ростовская область)
Гагаринское сельское поселение — муниципальное образование в Морозовском районе Ростовской области. Население 1829 человек
Административный центр поселения — хутор Морозов, глава сельского поселения — Писарев Алексей Сергеевич.

## Административное устройство
В состав Гагаринского сельского поселения входят:
- хутор Морозов
- хутор Веселовка
- хутор Донской
- хутор Золотой
- хутор Ленина
- хутор Покровский

## Население
| 2007  | 2010  | 2012  | 2013  | 2014  | 2015  | 2016  |
| ----- | ----- | ----- | ----- | ----- | ----- | ----- |
| 736   | ↗1794 | ↘1749 | ↗1764 | ↘1750 | ↘1736 | ↘1718 |
| 2017  | 2018  | 2019  | 2020  | 2021  |       |       |
| ↘1663 | ↘1630 | ↘1605 | ↘1593 | ↘1584 |       |       |

## Экономика
На территории сельского поселения действуют сельскохозяйственные предприятия: Морозовский филиал ОАО «Астон», ООО «Вираж-Морозовск», КО «Дон», КФХ «Никта».
Бюджет муниципального образования в 2009 году:
- доходы — 5234,5 тыс. рублей;
- расходы — 5521,2 тыс. рублей;
- дефицит — 286,7 тыс. рублей.

### Транспорт
Пассажирские автотранспортное сообщение:
1. город Морозовск — хутор Морозов;
2. город Морозовск — хутор Покровский.

## Инфраструктура
На территории поселения работают два образовательных учреждения: Донсковская ООШ и вечерняя (сменная) общеобразовательная школа г. Морозовска. На хуторах Морозов, Донской и Покровский есть фельдшерско-акушерские пункты..